# Gigantoscelus
Gigantoscelus („obří stehno“) byl druh vývojově primitivního sauropodomorfního dinosaura, možná synonymního k rodu Euskelosaurus (jeho fosilní materiál však není diagnostický a jedná se tedy o nomen dubium). Žil v období rané jury (geologické věky hettang až sinemur, asi před 200 až 190 miliony let) na území jižní Afriky.

## Historie
Taxon byl poprvé formálně popsán přírodovědcem E. C. N. Van Hoepenem na základě fosilní stehenní kosti (femuru), objeveného ve spodnojurských sedimentech geologického souvrství Bushveld Sandstone na území Jihoafrické republiky. Formálně jej popsal v roce 1916.
Stehenní kost je holotypem s katalogovým označením TrM 65. V roce 1979 badatel J. v. Heerden synonymizoval tento taxon s rodem Euskelosaurus, což bylo po dlouhou dobu uznáváno. V roce 2004 však byl druh G. molengraaffi označen za pochybné vědecké jméno (nomen dubium).